# کلاه‌مخملی
کلاه‌مخملی یا سهره کلاه‌مخملی(نام علمی: Catamblyrhynchus diadema) نام یک گونه از تیره فرخنده است.